# Hashem Sabbaghian
Hashem Sabbaghian (en persa: هاشم صباغيان; Teherán, 4 de abril de 1937) es un político, humanitario, activista por la democracia, y exdiputado iraní. Fue Ministro del Interior durante el gobierno interino de Mehdí Bazargan en 1979. Posteriormente, fue diputado de la Asamblea Consultiva Islámica durante el período 1980-1984.

## Primeros años y educación
Sabbaghian nació en 1937 en Teherán. Su padre, Taghi era un hombre de negocios. Finalizó sus estudios primarios en la Escuela Hafe y su educación secundaria en Escuela Secundaria de Marv. Obtuvo un título de ingeniería.

## Carrera
Sabbaghian comenzó su carrera política durante la secundaria. Fue partidario del Primer ministro Mohammad Mosaddeq. Se unió al Anjoman-e Eslami en 1951 cuando el partido fue creado y tras el golpe de Estado de 1953, que derrocó al gobierno de Mosaddeq, se convirtió en un fuerte opositor hacia las políticas monárquicas de Mohammad Reza Pahleví. Fue elegido miembro de la junta directiva de la Universidad de Teherán en 1967 y vicecanciller de la misma entre 1970 y 1974. Fue encarcelado cuatro veces antes de la Revolución iraní.
Tras el estallido de la revolución en febrero de 1979, fue llamado por Ruhollah Jomeini para reorganizar la industria petrolera. El 12 de junio de 1979, asumió como Ministro del Interior, sucediendo a Ahmad Sayyed Javadi. Durante su periodo, se llevó a cabo las elecciones por la convención constitucional, que llevó a la victoria aplastante del Partido de la República Islámica, y la adopción de una nueva constitución. Fue elegido diputado por Teherán en las elecciones parlamentarias de 1980, representando el Movimiento de Liberación de Irán. Fue presidente del parlamento urbano y de la comisión de desarrollo. Renunció a su cargo ministerial el 6 de noviembre de 1980, junto con el Primer ministro Bazargán.
En las elecciones parlamentarias de 1984, se postuló para la reelección, pero retiró su candidatura después de dos semanas debido a la presión política por parte de la línea dura del Partido de la República Islámica. Su candidatura para las elecciones parlamentarias de 1996 fue también rechazada por el Consejo de Guardianes.

## Últimos años
Sabbaghian se unió al Movimiento de Liberación, liderado por Ebrahim Yazdi, y ejerce como su representante. Ambos fueron arrestados en Isfahán el 1 de octubre de 2010.

## Vida privada

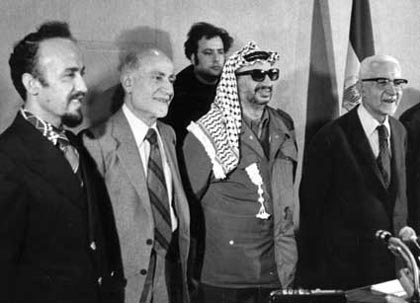
De izquierda a derecha, Hashem Sabbaghian, Mehdí Bazargán, Yasir Arafat, y Yadollah Sahabi, 1979

Sabbaghian está casado desde 1965 y tiene cuatro hijas y un hijo. Uno de sus hijas y su hijo son también miembros del Movimiento de Liberación de Irán.